# Jacob Bruun Larsen
Jacob Bruun Larsen  (Lyngby, 1998. szeptember 19. –) dán labdarúgó, a Burnley szélsője
A dán labdarúgó-válogatott tagjaként részt vett a 2016-os nyári olimpián.

## Pályafutása

### Klubcsapatokban
2015-ben szerződött a Lyngbyből a Borussia Dortmund utánpótlásába. A Dortmund korosztályos csapataival megnyerte az U17-es (2014–15) és U19-es Bundesligát (2015–16, 2016–17). Utóbbi szezonban 20 góllal a liga gólkirálya lett. Ebben a szezonban az UEFA Ifjúsági Ligában is elindulhatott a Dortmunddal, 8 mérkőzésen 1 gólt szerzett.
2016. október 26-án mutatkozott be a Dortmund felnőttcsapatában az Union Berlin elleni, büntetőkkel 4–1-re megnyert kupamérkőzésen. A találkozó a rendes játékidőben 1–1-re végződött, csapatából ő ért utoljára labdába Michael Parensen gólja előtt, a BVB ezzel a találattal szerezte meg a vezetést. A 68. percben Ousmane Dembélé érkezett a helyére. Mivel a Dortmund a döntőt megnyerte, Larsen is kupagyőztes lett. 2017. március 15-én szerződését 2021-ig meghosszabbította.
A Bundesligában 2017. szeptember 20-án a Hamburg ellen 3–0-ra megnyert találkozón mutatkozott be: a 83. percben állt be Dan-Axel Zagadou helyére.
2018. január 23-án kikölcsönözték a VfB Stuttgartnak az idény hátralevő részére.
2020. január 31-én a TSG 1899 Hoffenheim szerződtette.

### A válogatottban
Hazája utánpótlás-válogatottjait több korosztályban is képviselte. Bekerült a 2016-os riói olimpiára készülő dán válogatottba is. Az olimpián a dánok mind a 4 találkozóján pályára lépett, Dél-Afrika ellen gólpasszt adott Robert Skovnak, aki a találkozó egyetlen gólját szerezte.

## Statisztikák

### Klubcsapatokban
2025. május 17-i állapot szerint
| Klubbeli teljesítmény      | Klubbeli teljesítmény | Klubbeli teljesítmény | Bajnokság | Bajnokság | Kupa | Kupa  | Ligakupa | Ligakupa | Nemzetközi | Nemzetközi | Egyéb | Egyéb | Összesen | Összesen |
| Klub                       | Bajnokság             | Szezon                | P.        | Gólok     | P.   | Gólok | P.       | Gólok    | P.         | Gólok      | P.    | Gólok | P.       | Gólok    |
| -------------------------- | --------------------- | --------------------- | --------- | --------- | ---- | ----- | -------- | -------- | ---------- | ---------- | ----- | ----- | -------- | -------- |
| Borussia Dortmund          | 2016–17               | Bundesliga            | 0         | 0         | 1    | 0     | —        | —        | 0          | 0          | 0     | 0     | 1        | 0        |
| Borussia Dortmund          | 2017–18               | Bundesliga            | 1         | 0         | 0    | 0     | —        | —        | 0          | 0          | 0     | 0     | 1        | 0        |
| Borussia Dortmund          | 2018–19               | Bundesliga            | 18        | 2         | 1    | 0     | —        | —        | 5          | 1          | 0     | 0     | 24       | 3        |
| Borussia Dortmund          | 2019–20               | Bundesliga            | 0         | 0         | 0    | 0     | —        | —        | 0          | 0          | 1     | 0     | 1        | 0        |
| Borussia Dortmund          | Összesen              | Összesen              | 19        | 2         | 2    | 0     | —        | —        | 5          | 1          | 1     | 0     | 27       | 3        |
| VfB Stuttgart (kölcsönben) | 2017–2018             | Bundesliga            | 4         | 0         | 0    | 0     | —        | —        | 0          | 0          | 0     | 0     | 4        | 0        |
| TSG Hoffenheim             | 2019–2020             | Bundesliga            | 11        | 0         | 1    | 0     | —        | —        | —          | —          | —     | —     | 12       | 0        |
| TSG Hoffenheim             | 2020–2021             | Bundesliga            | 2         | 0         | 0    | 0     | —        | —        | 1          | 0          | —     | —     | 3        | 0        |
| TSG Hoffenheim             | 2021–2022             | Bundesliga            | 25        | 4         | 3    | 1     | —        | —        | —          | —          | —     | —     | 28       | 5        |
| TSG Hoffenheim             | 2022–2023             | Bundesliga            | 12        | 1         | 2    | 0     | —        | —        | —          | —          | —     | —     | 14       | 1        |
| TSG Hoffenheim             | 2024–2025             | Bundesliga            | 12        | 2         | 2    | 0     | —        | —        | 5          | 0          | —     | —     | 19       | 2        |
| TSG Hoffenheim             | Összesen              | Összesen              | 62        | 7         | 8    | 1     | —        | —        | 6          | 0          | —     | —     | 76       | 8        |
| Anderlecht (kölcsönben)    | 2020–2021             | Pro League            | 15        | 2         | 4    | 0     | —        | —        | —          | —          | —     | —     | 19       | 2        |
| Burnley (kölcsönben)       | 2023–2024             | Premier League        | 32        | 6         | 1    | 0     | 3        | 1        | —          | —          | —     | —     | 36       | 7        |
| VfB Stuttgart              | 2024–2025             | Bundesliga            | 15        | 1         | 1    | 0     | —        | —        | —          | —          | —     | —     | 16       | 1        |
| Burnley                    | 2025–2026             | Premier League        | 0         | 0         | 0    | 0     | 0        | 0        | —          | —          | —     | —     | 0        | 0        |
| Karrier összesen           | Karrier összesen      | Karrier összesen      | 157       | 18        | 18   | 1     | 3        | 1        | 13         | 1          | 1     | 0     | 192      | 21       |

## Sikerei, díjai
- Borussia Dortmund
  - Német kupa: 2016–2017
  - Német szuperkupa: 2019
- VfB Stuttgart
  - Német kupa: 2024–2025